# EMT Fancopter

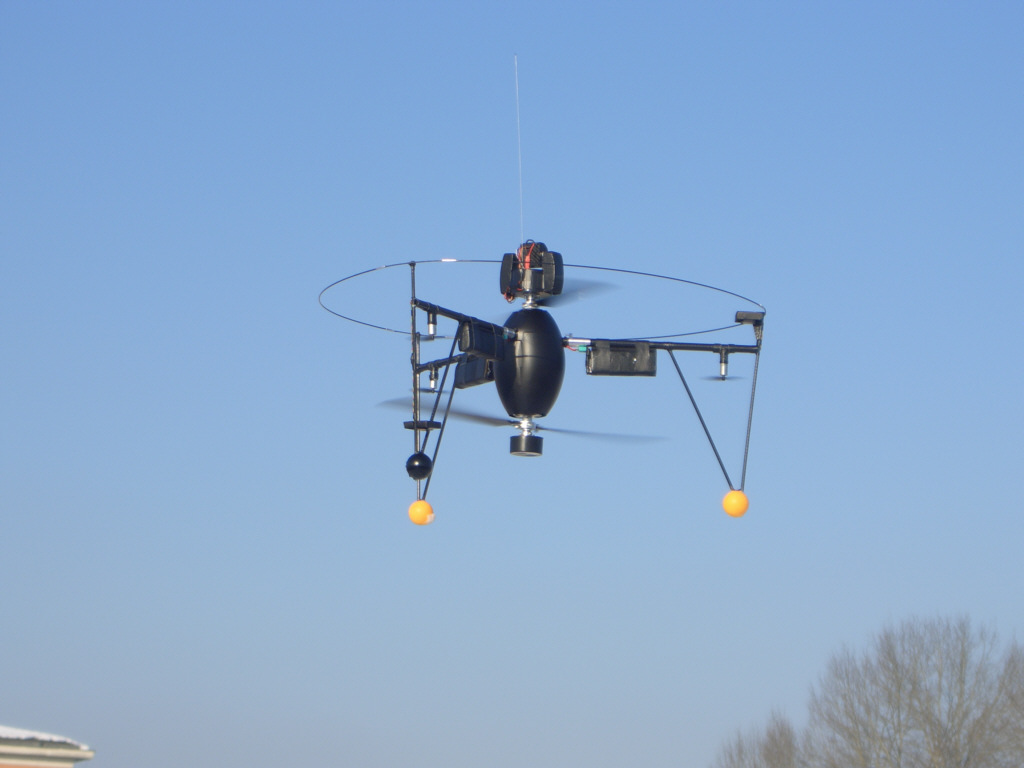
Fancopter в польоті

EMT FANCOPTER — малий безпілотний літальний апарат (БПЛА) вертольотного типу, розроблений на замовлення міністерства оборони Німеччини компанією EMT.

## Опис
Міні-БПЛА «FANCOPTER» відноситься до розряду портативних. Діаметр апарату — 73 см, висота з встановленими камерами — 44 см. Вага — 1,5 кг, радіус місії — до 1 км, тривалість польоту — 25 хв.
Крім відеокамер, апарат може оснащуватися хімічними сенсорами, датчиком радіоактивності і мікрофонами.

## Галерея

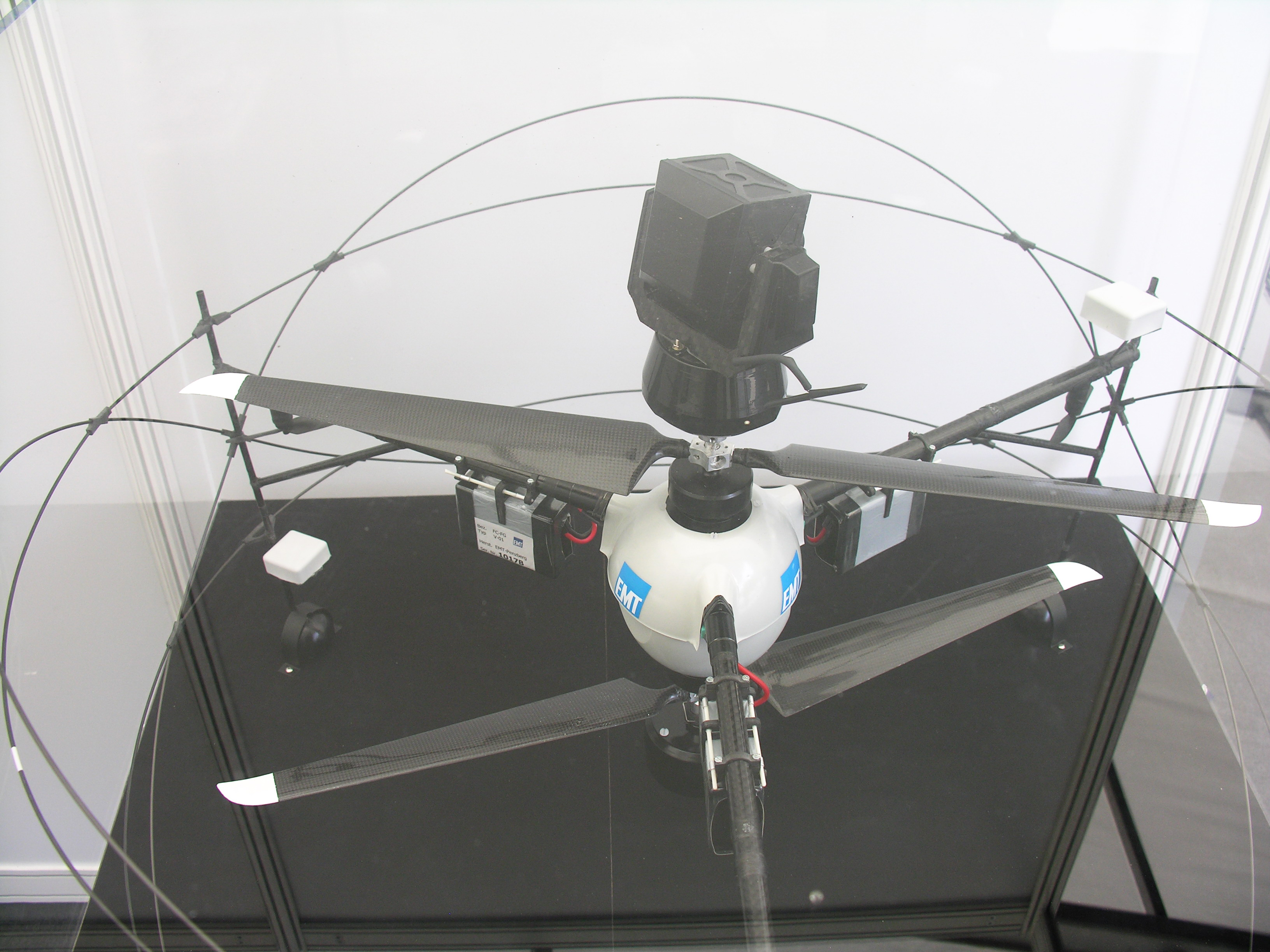
БПЛА EMT FANCOPTER
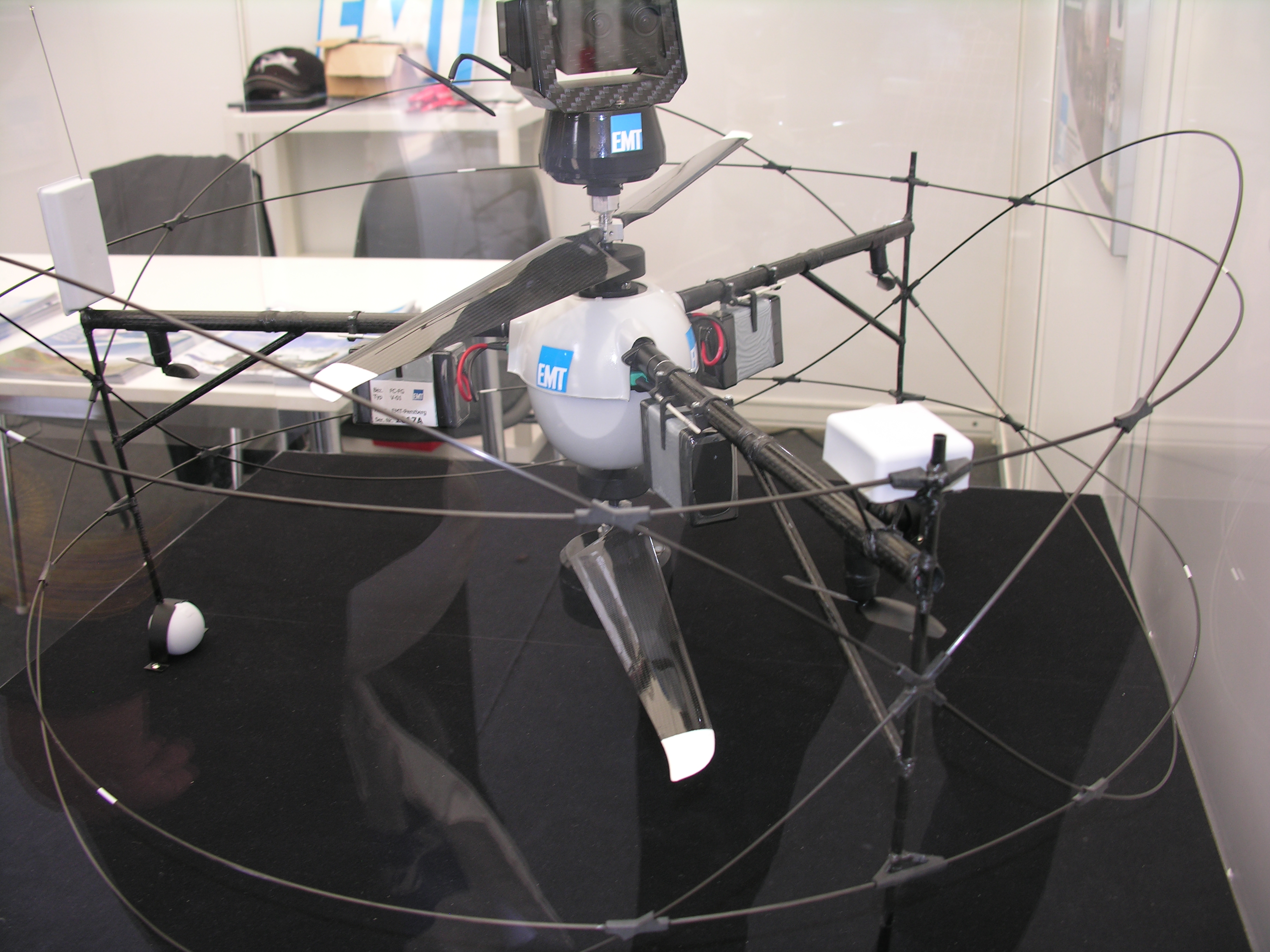
EMT FANCOPTER на TechDemo'08